# فرودگاه شهری سوت استین پاول
فرودگاه شهری سوت استین پاول (به انگلیسی: South St. Paul Municipal Airport) (به زبان بومی: Richard E. Fleming Field) یک فرودگاه همگانی بهره‌برداری هوایی است که یک باند فرود آسفالت دارد و طول باند آن ۱۲۲۰ متر است. این فرودگاه در کشور ایالات متحده آمریکا قرار دارد و در ارتفاع ۲۵۰ متری از سطح دریا واقع شده است.